# Labskaus

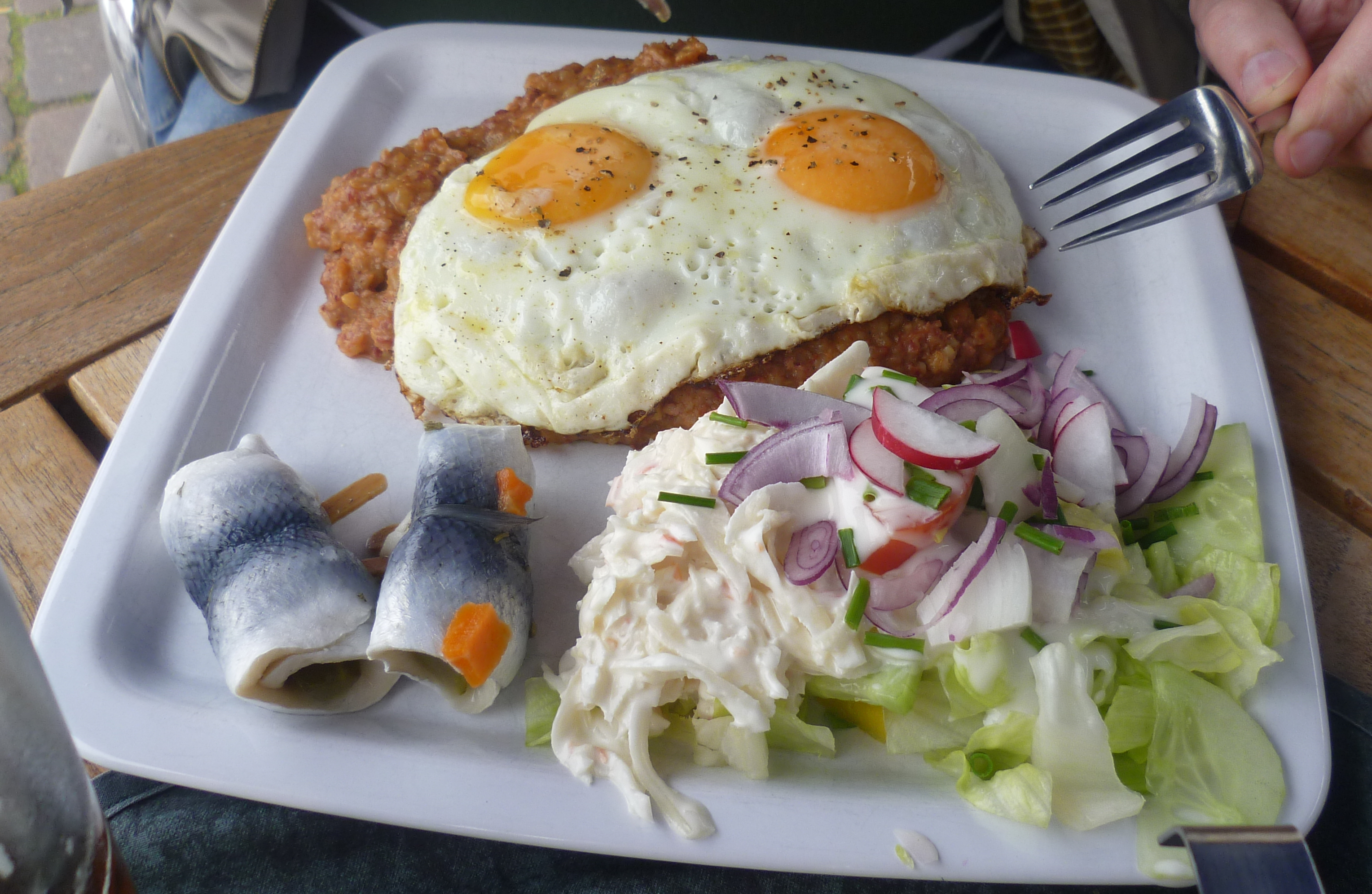
Labskaus mit Rollmöpsen und Spiegeleiern

Labskaus (anhörenⓘ), auch Labskausch ist ein Kartoffelgericht mit Rindfleisch und Roter Bete, das in Norddeutschland, Norwegen, Dänemark, Schweden und (in stark veränderter Form) in der Region um Liverpool (dort als Scouseⓘ [ˈskaʊs] bezeichnet) verzehrt wird.

## Geschichte
Das erstmals 1706 von dem englischen Autor Ned Ward erwähnte Gericht für Seefahrer und Matrosen entstand in der Zeit der Segelschifffahrt über lange Strecken und bestand wohl ursprünglich vor allem aus Pökelfleisch. Da auf Segelschiffen für jeden Matrosen Pökelfleisch zur vorgeschriebenen Ration gehörte, die Seeleute aber wegen ihrer vom Skorbut geschädigten Zähne oft keine feste Nahrung zu sich nehmen konnten, wurde die Portion kleingehackt oder püriert. Da Rote Bete und Gurken wiederum viel Vitamin C enthalten und daher Skorbut vorbeugen, galten sie – ohne, dass man diesen Zusammenhang anfangs erklären konnte – früh als geeignete Zutat. Da zudem die Qualität der Nahrungsmittel mit zunehmender Länge der Reise litt, konnte durch ihre Zugabe durchaus auch minderwertiges Material kaschiert werden. Ein englisch-deutsches Wörterbuch von 1802 beschreibt das Gericht:

„Lobscouse, labskaus, s. ein Matrossengericht von Pöckelfleisch, Biskwitt und Zwiebeln“

In der deutschen Literatur wurde es erstmals 1878 in einem seemännischen Wörterbuch erwähnt. In diesem waren bereits Kartoffeln als Breizusatz zum Salzfleisch enthalten. Später sei diese Art der Zubereitung durch den Landgang der Seeleute  an Land übernommen worden: Dort konnte und kann man wiederum statt Pökelfleisch auch frisches Rinderhackfleisch verwenden. Vielerorts gehören auch eingelegte Gurken zu den Zutaten.
Ein Originalrezept ist nicht bekannt. Vor allem ist daher umstritten, ob Fisch ein (originaler) Bestandteil von Labskaus ist, oder nur eine Beilage. Selbst die ursprüngliche geographische Herkunft ist unklar. Manche Quellen verweisen darauf, dass es ein Gericht englischen Ursprungs sei, doch viele vermuten eine norddeutsche oder zumindest nordeuropäische Herkunft. Vor allem in Schleswig-Holstein und in den Hansestädten gibt es bis heute lokal unterschiedliche Varianten; so gehört etwa in Lübeck Fisch in das Gericht, in Flensburg und Nordfriesland nicht.

## Etymologie

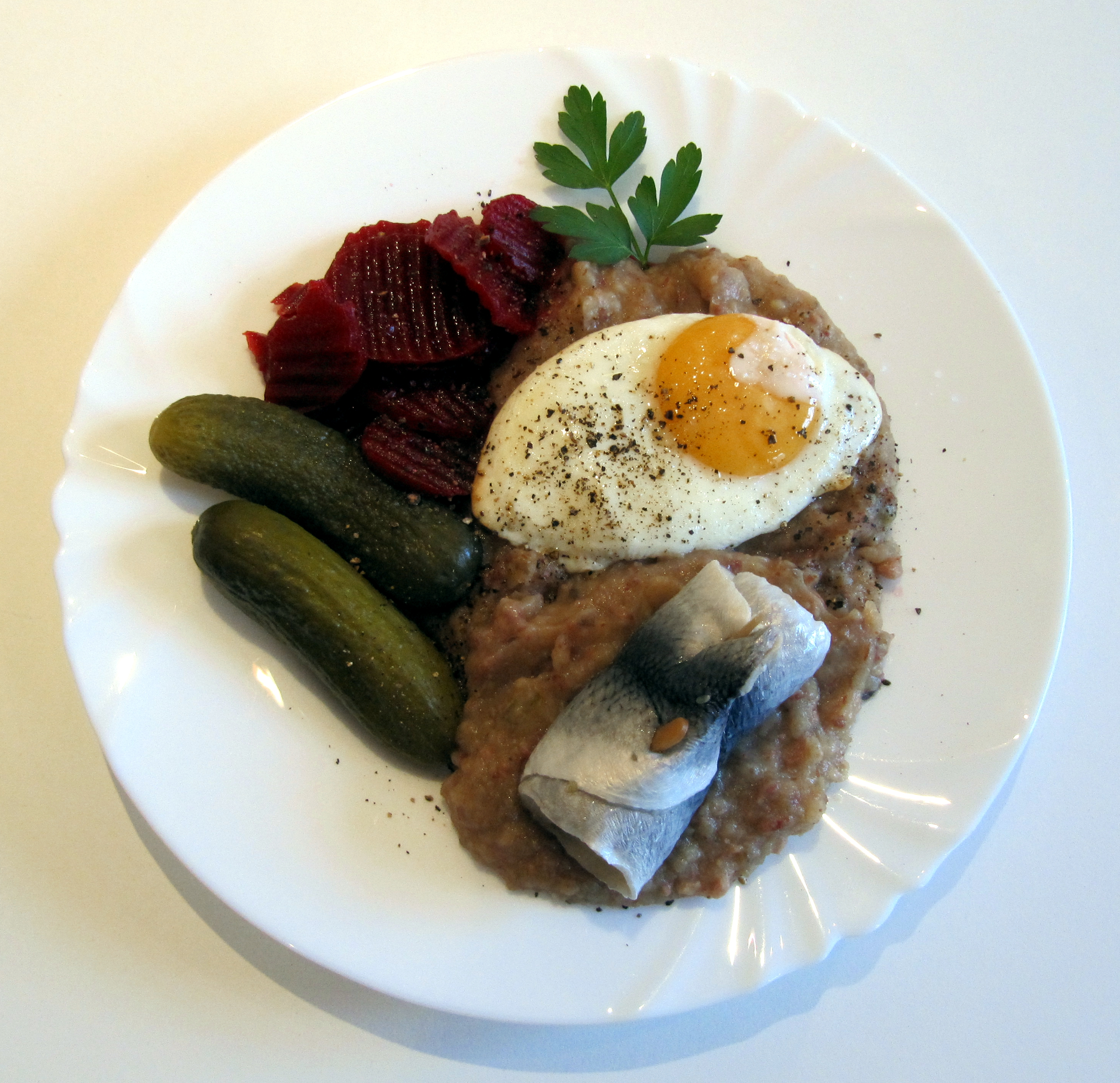
Labskaus mit Spiegelei, Gurke, Roter Bete und Rollmops

Der Ursprung des Wortes „Labskaus“ ist unbekannt. Es gibt mehrere Deutungen, die aber alle erst für das 19. Jahrhundert bezeugt sind. Mit vermutlich  englischem Ursprung von lobscouse entlehnt, wurde es möglicherweise über lout’s course vom dialektalen lob’s course mit der Bedeutung „Speise für Flegel“ entwickelt. Eine andere Variante stammt vom Fleischstück Lappen, d. h. Bauchlappenstück des Rindes, und der Hinzufügung von Kaus für niederdeutsch „Schüssel, Schale“. Nach anderer Quelle soll der Begriff aus dem Norwegischen für „leicht zu Kauendes“ stammen. Möglich erscheint auch eine Herkunft aus dem Baltikum: Die Ausdrücke labs kauss in der lettischen bzw. labas kaušas in der litauischen Sprache bedeuten jeweils „gute Schüssel“.

## Varianten

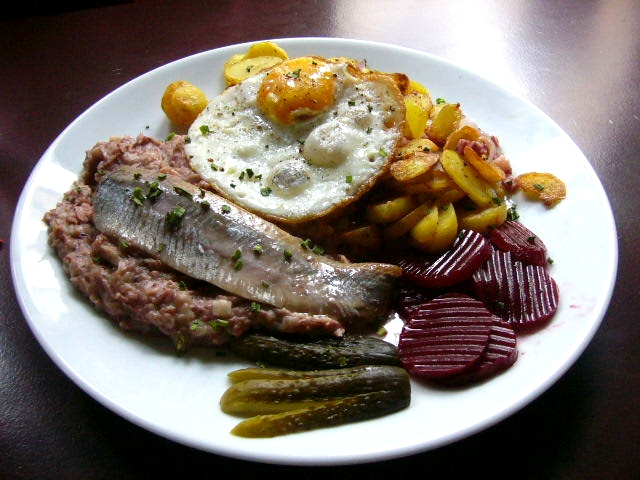
Labskaus mit Matjesfilet, Spiegelei und Bratkartoffeln

Für die am weitesten verbreitete Zubereitung wird gepökeltes Rindfleisch in etwas Wasser gekocht und mit eingelegten Roten Beten, Gewürzgurken und ggf. Matjes (nach manchen Rezepten auch durchwachsenem Speck) durch den Fleischwolf gedreht. Zwiebeln gehören heute oft nicht mehr in den Brei, sondern werden als Beilage serviert. Anstelle von Matjes werden, falls Fisch verwendet wird, teils auch Salzhering oder Stockfisch beigegeben. Anschließend wird die Masse in Schweineschmalz gedünstet und mit dem Gurkenwasser oder der Kochbrühe durchgekocht. Zum Schluss werden gekochte und gestampfte Kartoffeln bzw. Kartoffelbrei untergerührt. Serviert wird Labskaus meist garniert mit Rollmops oder Bismarckhering, Spiegelei und Gewürzgurke.
Deutsches Labskaus besteht im Wesentlichen aus gekochten Kartoffeln, Gurken, Corned Beef oder Pökelfleisch, alles gestampft und vermengt, und dazu gereichtem Matjes bzw. Rollmops, Zwiebeln, Rote Bete und Spiegelei. Statt Corned Beef oder Pökelfleisch kann dabei auch frisches Rinderhackfleisch verwendet werden. In vielen Regionen und in anderen Ländern gibt es abweichende Rezepte (siehe auch das Gericht Moppelkotze).
Neben zahlreichen Rezeptvarianten im Detail gibt es auch größere Unterschiede wie beim Mecklenburger Labskaus, das weder Fisch noch Gurken und Rote Bete enthält, oder beim  Dänischen Labskaus (auch Skipperlabskovs oder Gammel Danske Kaus), bei dem nicht nur das Pökelfleisch durch frisches Rind- oder Schweinefleisch ersetzt, sondern dieses überdies nur gewürfelt, aber nicht weiter zerkleinert wird. Es wird auf dünnen Mischbrotscheiben angerichtet. Norwegisches Labskaus wiederum enthält neben Kartoffeln und Pökelfleisch Wurzelgemüse und Steckrüben und erinnert damit an eine dicke Kartoffelsuppe.
Die verfeinerte Variante mit Rote Bete, frischem Fleisch und den weiteren Zutaten ist auf vielen Speisekarten traditionsbewusster und gutbürgerlicher Restaurants in Schleswig-Holstein (besonders im dänischen Grenzgebiet), Bremen, Hamburg und dem nördlichen Niedersachsen zu finden.
Das Scouse aus Liverpool ist mehr wie ein Eintopf, ähnlich zum irischen Irish Stew. Es enthält normalerweise Rind- oder Lammfleisch am Knochen, das mit Kartoffeln, Zwiebeln, Wurzelgemüse und oft Graupen langsam gekocht wird. Das Gericht wird mit eingelegtem Rotkohl oder Roter Bete verfeinert.